# Фінал Ліги Європи УЄФА 2016
Фіна́л Лі́ги Євро́пи УЄФА́ 2016 — 45-й фінал Кубка УЄФА, але 7-й у зміненому форматі. Пройшов 18 травня 2016 року в Базелі (Швейцарія), на стадіоні «Санкт-Якоб Парк». Між собою зустрілись англійський «Ліверпуль» та іспанська «Севілья». З рахунком 1–3 перемогу здобула «Севілья».
Переможець «Севілья» отримала право зіграти проти переможця Ліги чемпіонів УЄФА 2015—2016 в Суперкубку УЄФА 2016. Вона також отримала пряму путівку в раунд плей-оф Ліги чемпіонів УЄФА 2016—2017.
«Санкт-Якоб Парк» в Базелі був оголошений місцем проведення фіналу на засіданні Виконавчого комітету УЄФА 18 вересня 2014 року.

## Арена
Стадіон «Санкт-Якоб Парк» збудований на місці зруйнованого старого стадіону «Санкт-Якоб Штадіон» (нім. St. Jakob-Stadion). Будівництво стадіону за проєктом архітектурної групи Herzog & de Meuron Architekten розпочалося 13 грудня 1998 року і тривало три роки. Стадіон було офіційно відкрито 15 березня 2001 року, і на той час він вміщував 33 433 глядачі (в тому числі 31 539 сидячих місць). 
Першим міжнародним змаганням, яке проходило на стадіоні, став Молодіжний чемпіонат Європи з футболу 2002 року (5 ігор, включаючи півфінал та фінал). 
До чемпіонату Європи з футболу 2008, матчі якого стадіон приймав, було надбудовано третій ярус стадіону у 2006—2007 роках, після чого кількість місць зросла до 38 512. Під час чемпіонату за рахунок встановлення тимчасових глядацьких місць стадіон вдалося розширити до 42 500 місць.

## Передісторія
«Севілья» є найуспішнішою командою в історії Кубка УЄФА /Ліги Європи, на рахунку іспанців чотири перемоги 2006, 2007, 2014 та 2015. На рахунку «Ліверпуля» три перемоги 1973, 1976 та 2001, так само як і у двох італійських клубів «Інтернаціонале» та «Ювентус». Для іспанців та англійців цей матч стане першим в історії двох клубів.

## Шлях до фіналу
Примітка: У таблиці рахунок фіналіста наведений першим (В = вдома; Г = в гостях).
| Команда   | І | В | Н | П | ЗМ | ПМ | РМ | О  |
| --------- | - | - | - | - | -- | -- | -- | -- |
| Ліверпуль | 6 | 2 | 4 | 0 | 6  | 4  | +2 | 10 |
| Сьйон     | 6 | 2 | 3 | 1 | 5  | 5  | 0  | 9  |
| Рубін     | 6 | 1 | 3 | 2 | 6  | 6  | 0  | 6  |
| Бордо     | 6 | 0 | 4 | 2 | 5  | 7  | −2 | 4  |

| Команда        | І | В | Н | П | ЗМ | ПМ | РМ | О  |
| -------------- | - | - | - | - | -- | -- | -- | -- |
| Манчестер Сіті | 6 | 4 | 0 | 2 | 8  | 6  | +2 | 12 |
| Ювентус        | 6 | 3 | 2 | 1 | 6  | 2  | +4 | 11 |
| Севілья        | 6 | 2 | 0 | 4 | 7  | 11 | −4 | 6  |
| Боруссія М     | 6 | 1 | 2 | 3 | 6  | 8  | −2 | 5  |

## Матч
| 18 травня 2016 20:45 CEST |

| Ліверпуль    | 1–3      | Севілья                  |
| ------------ | -------- | ------------------------ |
| Старрідж 35' | Протокол | Гамейро 46' Коке 64' 70' |

| "Санкт-Якоб Парк", Базель Глядачів: 34429 Арбітр: Йонас Ерікссон (Швеція) |

| Ліверпуль | Севілья |

| ВР          | 22 | Сімон Міньйоле    |       |     |
| ЗХ          | 2  | Натаніел Клайн    | 90+4' |     |
| ЗХ          | 6  | Деян Ловрен       | 30'   |     |
| ЗХ          | 4  | Коло Туре         |       | 82' |
| ЗХ          | 18 | Альберто Морено   |       |     |
| ПЗ          | 7  | Джеймс Мілнер (к) |       |     |
| ПЗ          | 23 | Емре Джан         |       |     |
| ПЗ          | 20 | Адам Лаллана      |       | 73' |
| ПЗ          | 11 | Роберто Фірміно   |       | 69' |
| НП          | 10 | Філіппе Коутінью  |       |     |
| НП          | 15 | Деніел Старрідж   |       |     |
| Запасні:    |    |                   |       |     |
| ВР          | 52 | Денні Ворд        |       |     |
| ЗХ          | 37 | Мартін Шкртел     |       |     |
| ПЗ          | 14 | Джордан Гендерсон |       |     |
| ПЗ          | 21 | Лукас Лейва       |       |     |
| ПЗ          | 24 | Джо Аллен         |       | 73' |
| НП          | 9  | Крістіан Бентеке  |       | 82' |
| НП          | 27 | Дівок Орігі       | 72'   | 69' |
| Тренер:     |    |                   |       |     |
| Юрген Клопп |    |                   |       |     |

| ВР         | 31 | Давід Сорія          |     |       |
| ЗХ         | 25 | Маріано              | 84' |       |
| ЗХ         | 3  | Аділь Рамі           | 77' | 78'   |
| ЗХ         | 6  | Даніел Каррісу       |     |       |
| ЗХ         | 18 | Серхіо Ескудеро      |     |       |
| ПЗ         | 4  | Гжегож Крихов'як     |     |       |
| ПЗ         | 15 | Стівен Н'Зонзі       |     |       |
| ПЗ         | 23 | Коке (к)             |     |       |
| ПЗ         | 19 | Евер Банега          | 57' | 90+3' |
| НП         | 20 | Вітоло               | 56' |       |
| НП         | 9  | Кевін Гамейро        |     | 89'   |
| Запасні:   |    |                      |     |       |
| ВР         | 1  | Серхіо Ріко          |     |       |
| ЗХ         | 5  | Тімоте Колодзейчак   |     | 78'   |
| ЗХ         | 21 | Ніколас Пареха       |     |       |
| ПЗ         | 8  | Вісенте Іборра       |     | 89'   |
| ПЗ         | 14 | Себастьян Крістофоро |     | 90+3' |
| ПЗ         | 22 | Євген Коноплянка     |     |       |
| НП         | 24 | Фернандо Льоренте    |     |       |
| Тренер:    |    |                      |     |       |
| Унаї Емері |    |                      |     |       |

| Гравець матчу: Коке (Севілья) Помічники арбітра: Матіас Класеніус (Швеція) Даніель Вернмарк (Швеція) Четвертий арбітр: Свен Оддвар Моен (Норвегія) Додаткові помічники арбітра: Стефан Йоганнесон (Швеція) Маркус Стрембергссон (Швеція) Резервний додатковий помічник: Мехмет Кулум (Швеція) | Регламент - 90 хвилин. - 30 хвилин додаткового часу за необхідності. - Серія пенальті за необхідності. - Сім гравців на заміні. - Максимум три заміни. |